# Sauber C24
O C24 Foi o modelo da Sauber da temporada de 2005 da Fórmula 1. Condutores: Jacques Villeneuve e Felipe Massa.

## Resultados[1]
(legenda) 
| Ano  | Chassis | Motor            | Pneus | N° | Pilotos            | 1   | 2   | 3   | 4   | 5   | 6   | 7   | 8   | 9   | 10  | 11  | 12  | 13  | 14  | 15  | 16  | 17  | 18  | 19  | Pontos | Posição |  |
| ---- | ------- | ---------------- | ----- | -- | ------------------ | --- | --- | --- | --- | --- | --- | --- | --- | --- | --- | --- | --- | --- | --- | --- | --- | --- | --- | --- | ------ | ------- |  |
|      |         |                  |       |    |                    |     |     |     |     |     |     |     |     |     |     |     |     |     |     |     |     |     |     |     |        |         |  |
|      |         |                  |       |    |                    | AUS | MAL | BHR | SMR | ESP | MON | EUR | CAN | USA | FRA | GBR | GER | HUN | TUR | ITA | BEL | BRA | JPN | CHN |        |         |  |
| 2005 | C24     | Petronas 05A V10 | M     | 11 | Jacques Villeneuve | 13  | Ret | 11† | 4   | Ret | 11  | 13  | 9   | DNS | 8   | 14  | 15  | Ret | 11  | 11  | 6   | 12  | 12  | 10  | 20     | 8º      |  |
| 2005 | C24     | Petronas 05A V10 | M     | 12 | Felipe Massa       | 10  | 10  | 7   | 10  | 11† | 9   | 14  | 4   | DNS | Ret | 10  | 8   | 14  | Ret | 9   | 10  | 11  | 10  | 6   | 20     | 8º      |  |

† Completou mais de 90% da distância da corrida.